# يوجينيو أغيلار
يوجينيو أغيلار (بالإسبانية: Eugenio Aguilar González-Batres)‏ (و. 1804 – 1879 م) هو سياسي من السلفادور .